# Football Club Crotone 2018-2019
Questa voce raccoglie le informazioni riguardanti il Football Club Crotone nelle competizioni ufficiali della stagione 2018-2019.

## Stagione
Dopo due stagioni in Serie A, il Crotone retrocede in Serie B e affida la panchina a Giovanni Stroppa.
Il 9 luglio viene annunciato Ivan Moschella come nuovo allenatore della Primavera degli squali. Ad agosto il Crotone ottiene due successi in Coppa Italia Tim Cup, nel secondo turno (4-0) alla Giana Erminio, nel terzo turno sbancato Livorno (0-1) al Picchi, poi a dicembre nel quarto turno eliminazione a Bologna, con un rotondo (3-0).
Il 29 ottobre 2018, all'indomani del pareggio interno (1-1) contro la Salernitana, dopo 9 partite e 11 punti raccolti che valgono l'undicesimo posto in classifica, la società decide di sollevare dall'incarico di allenatore Giovanni Stroppa, affidando la guida tecnica a Ivan Moschella, tecnico della Primavera, per la gara infrasettimanale del 31 ottobre 2018, sul campo del Lecce, annunciando di aver raggiunto l'accordo con Massimo Oddo come nuovo allenatore.
I calabresi concludono il girone d'andata con una sconfitta esterna ad Ascoli piceno (3-2), nonostante il ritorno in panchina di Giovanni Stroppa e comunque penultimi con 13 punti. Nel girone di ritorno, con più stabilità, i pitagorici volano, raccolgono 30 punti con una media promozione. Il totale finale dice 43 punti, con il dodicesimo posto.

## Organigramma societario
Organigramma societario tratto dal sito ufficiale.
Area direttiva
- Presidente: Gianni Vrenna
- Direttore Generale: Raffaele Vrenna jr.
- Direttore Sportivo: Beppe Ursino
- Team Manager: Piergiuseppe Ceraso

Area tecnica
- Allenatore: Giovanni Stroppa, poi Massimo Oddo, poi Giovanni Stroppa
- Allenatore in seconda: Andrea Guerra, poi Marcello Donatelli, poi Andrea Guerra

Area medica
- Responsabile Sanitario: Massimo Iera
- Medici: Loris Broccolo, Massimo Terra

## Divise e sponsor
Lo sponsor tecnico per la stagione 2018-2019 è Zeus Sport (al secondo anno in massima serie italiana), mentre gli sponsor di maglia sono Envi e Metal Carpenteria. Due nuovi sponsor istituzionali unici per tutta la Serie B: Unibet come Top Sponsor posteriore e "Facile ristrutturare" sulla manica sinistra come patch.
| Casa | Trasferta | Terza divisa |

## Rosa
Rosa e numerazione aggiornate al 31 gennaio 2019.
| N. |                      | Ruolo | Calciatore             |
| -- | -------------------- | ----- | ---------------------- |
| 1  | Italia (bandiera)    | P     | Alex Cordaz (capitano) |
| 2  | Argentina (bandiera) | D     | Marcos Curado          |
| 3  | Italia (bandiera)    | D     | Giuseppe Cuomo         |
| 5  | Serbia (bandiera)    | D     | Vladimir Golemić       |
| 6  | Svezia (bandiera)    | C     | Marcus Rohdén          |
| 7  | Italia (bandiera)    | C     | Marco Firenze          |
| 8  | Romania (bandiera)   | A     | Adrian Stoian          |
| 8  | Argentina (bandiera) | D     | Nicolás Spolli         |
| 9  | Italia (bandiera)    | C     | Andrea Nalini          |
| 10 | Libia (bandiera)     | C     | Ahmad Benali           |
| 11 | Italia (bandiera)    | D     | Davide Faraoni         |
| 11 | Francia (bandiera)   | C     | Zinédine Machach       |
| 12 | Italia (bandiera)    | P     | Giacomo Figliuzzi      |
| 13 | Italia (bandiera)    | D     | Alessandro Tripaldelli |
| 14 | Italia (bandiera)    | A     | Andrea Tripicchio      |
| 15 | Croazia (bandiera)   | C     | Tomislav Gomelt        |
| 16 | Croazia (bandiera)   | D     | Hrvoje Milić           |
| 17 | Croazia (bandiera)   | A     | Ante Budimir           |

| N. |                         | Ruolo | Calciatore         |
| -- | ----------------------- | ----- | ------------------ |
| 17 | Sierra Leone (bandiera) | A     | Augustus Kargbo    |
| 18 | Italia (bandiera)       | C     | Andrea Barberis    |
| 19 | Italia (bandiera)       | D     | Riccardo Marchizza |
| 20 | Italia (bandiera)       | C     | Salvatore Molina   |
| 21 | Italia (bandiera)       | C     | Niccolò Zanellato  |
| 22 | Italia (bandiera)       | P     | Marco Festa        |
| 23 | Finlandia (bandiera)    | D     | Sauli Väisänen     |
| 24 | San Marino (bandiera)   | A     | Nicola Nanni       |
| 25 | Nigeria (bandiera)      | A     | Simy               |
| 26 | Italia (bandiera)       | D     | Bruno Martella     |
| 27 | Italia (bandiera)       | D     | Federico Valietti  |
| 29 | Italia (bandiera)       | A     | Stefano Pettinari  |
| 31 | Italia (bandiera)       | D     | Mario Sampirisi    |
| 32 | Argentina (bandiera)    | A     | Claudio Spinelli   |
| 33 | Venezuela (bandiera)    | C     | Aristóteles Romero |
| 33 | Slovacchia (bandiera)   | A     | Samuel Mráz        |
| 34 | Italia (bandiera)       | P     | Francesco Latella  |
|    | Italia (bandiera)       | C     | Giovanni Crociata  |

## Calciomercato

### Sessione estiva(dal 1/7 al 31/8)
| Acquisti | Acquisti             | Acquisti         | Acquisti                |
| R.       | Nome                 | da               | Modalità                |
| -------- | -------------------- | ---------------- | ----------------------- |
| D        | Marco Capone         | Torino           | fine prestito           |
| D        | Giuseppe Cuomo       | Rende            | fine prestito           |
| D        | Noë Dussenne         | Gent             | fine prestito           |
| D        | Alessandro Garattoni | Imolese          | definitivo              |
| D        | Riccardo Marchizza   | Sassuolo         | prestito                |
| D        | Vladimir Golemić     | Lugano           | definitivo (100 mila €) |
| D        | Marcos Curado        | Genoa            | prestito                |
| D        | Sauli Väisänen       | SPAL             | prestito                |
| D        | Federico Valietti    | Genoa            | prestito                |
| C        | Marco Firenze        | Venezia          | fine prestito           |
| C        | Ćazim Suljić         | Ankaran Hrvatini | fine prestito           |
| C        | Aristóteles Romero   | Ankaran Hrvatini | fine prestito           |
| C        | Salvatore Molina     | Atalanta         | definitivo              |
| A        | Augustus Kargbo      | Campobasso       | definitivo              |
| A        | Nicola Nanni         | Cesena           | definitivo              |
| A        | Claudio Spinelli     | Genoa            | prestito                |

| Cessioni | Cessioni             | Cessioni            | Cessioni                 |
| R.       | Nome                 | a                   | Modalità                 |
| -------- | -------------------- | ------------------- | ------------------------ |
| D        | Leandro Cabrera      | Getafe              | definitivo (600 mila€)   |
| D        | Federico Ceccherini  | Fiorentina          | definitivo (3 milioni €) |
| D        | Arlind Ajeti         | Torino              | fine prestito            |
| D        | Stefan Simič         | Milan               | fine prestito            |
| D        | Marco Capuano        | Cagliari            | fine prestito            |
| D        | Gaetano Infusino     | Taranto             | prestito                 |
| D        | Noë Dussenne         | R.E. Mouscron       | definitivo               |
| D        | Alessandro Garattoni | Imolese             | prestito                 |
| D        | Marco Capone         | Torino              | prestito                 |
| C        | Francesco Araldo     | Taranto             | prestito                 |
| C        | Rolando Mandragora   | Juventus            | fine prestito            |
| C        | Mariano Izco         |                     | svincolato               |
| C        | Ćazim Suljić         | Cuneo               | prestito                 |
| C        | Giuseppe Borello     | Cuneo               | prestito                 |
| C        | Pasquale Giannotti   | Rende               | prestito                 |
| A        | Federico Ricci       | Sassuolo            | fine prestito            |
| A        | Marcello Trotta      | Sassuolo            | fine prestito            |
| A        | Marco Tumminello     | Roma                | fine prestito            |
| A        | Luca Diletto         | Sangiovannese       | prestito                 |
| A        | Moussa Diaby         | Paris Saint-Germain | fine prestito            |
| A        | Luka Markovic        | Juventus            | prestito                 |

### Sessione invernale(dal 3/1 al 31/1)
| Acquisti | Acquisti               | Acquisti        | Acquisti                |
| R.       | Nome                   | da              | Modalità                |
| -------- | ---------------------- | --------------- | ----------------------- |
| D        | Nicolás Spolli         | Genoa           | prestito                |
| D        | Alessandro Tripaldelli | Sassuolo        | prestito                |
| C        | Tomislav Gomelt        | Dinamo Bucarest | definitivo (250 mila €) |
| C        | Zinédine Machach       | Napoli          | prestito                |
| A        | Augustus Kargbo        | Roccella        | fine prestito           |
| A        | Samuel Mráz            | Empoli          | prestito                |
| A        | Stefano Pettinari      | Lecce           | prestito                |
| A        | Andrea Tripicchio      | Casertana       | fine prestito           |

| Cessioni | Cessioni           | Cessioni         | Cessioni                |
| R.       | Nome               | a                | Modalità                |
| -------- | ------------------ | ---------------- | ----------------------- |
| D        | Davide Faraoni     | Verona           | prestito                |
| C        | Giovanni Crociata  | Carpi            | prestito                |
| C        | Bruno Martella     | Brescia          | prestito                |
| C        | Aristóteles Romero | Rayo Majadahonda | prestito                |
| C        | Adrian Stoian      | Steaua Bucarest  | definitivo (1,20 mln €) |
| A        | Ante Budimir       | Maiorca          | prestito                |
| A        | Claudio Spinelli   | Genoa            | fine prestito           |

## Risultati

### Serie B

#### Girone di andata
| Arbitro: | Baroni (Firenze) |

|                                         |           |  |
| Scappini 3’ Schenetti 49’ Strizzolo 89’ | Marcatori |  |

| Arbitro: | Minelli (Varese) |

|                                               |           |              |
| Faraoni 31’ Firenze 49’ Nalini 54’ Rohdén 65’ | Marcatori | 90+3’ Mazzeo |

| Arbitro: | Piccinini (Forlì) |

|  |           |          |
|  | Marcatori | 85’ Simy |

| Arbitro: | Sacchi (Macerata) |

|             |           |                              |
| Firenze 87’ | Marcatori | 14’ Henderson 57’ Colombatto |

| Arbitro: | Nasca (Bari) |

|                  |           |            |
| Mancuso 19’, 54’ | Marcatori | 49’ Benali |

| Arbitro: | Marinelli (Tivoli) |

|                           |           |                                         |
| Budimir 56’, 90+6’ (rig.) | Marcatori | 11’ (rig.) A. Donnarumma 71’ Dall'Oglio |

| Arbitro: | Ghersini (Genova) |

|                 |           |  |
| Nestorovski 86’ | Marcatori |  |

| Arbitro: | Serra (Torino) |

|                          |           |               |
| Spinelli 12’ Firenze 76’ | Marcatori | 64’ Bonazzoli |

| Arbitro: | Ros (Pordenone) |

|          |           |             |
| Simy 85’ | Marcatori | 50’ Bocalon |

| Arbitro: | Fourneau (Roma) |

|                    |           |  |
| Golemić 36’ (aut.) | Marcatori |  |

| Arbitro: | Prontera (Bologna) |

|            |           |            |
| Molina 22’ | Marcatori | 73’ Concas |

| Arbitro: | Pezzuto (Lecce) |

|                           |           |                 |
| Verre 23’ Simy 63’ (aut.) | Marcatori | 56’ (rig.) Simy |

| Arbitro: | Aureliano (Bologna) |

|  |           |          |
|  | Marcatori | 74’ Idda |

| Arbitro: | Nasca (Bari) |

|             |           |  |
| Boultam 73’ | Marcatori |  |

| 8 dicembre 2018 15ª giornata |  | – Turno di riposo Crotone |  |  |

| Arbitro: | Di Paolo (Avezzano) |

|                    |           |            |
| Budimir 56’ (rig.) | Marcatori | 31’ Modolo |

| Arbitro: | Giua (Olbia) |

|                                             |           |  |
| R. Insigne 9’ Coda 58’ (rig.) Buonaiuto 82’ | Marcatori |  |

| Arbitro: | Marini (Roma) |

|  |           |                                   |
|  | Marcatori | 12’ De Francesco 78’, 89’ Pierini |

| Arbitro: | Massimi (Termoli) |

|                                   |           |                     |
| Brosco 46’ Beretta 88’ Ganz 90+5’ | Marcatori | 9’ Simy 16’ Firenze |

#### Girone di ritorno
| Crotone 19 gennaio 2019, ore 15:00 CET 20ª giornata | Crotone             | 0 – 0 referto | Cittadella | Stadio Ezio Scida (6 015 spett.)\| Arbitro: \| Di Martino (Teramo) \| |
| Arbitro:                                            | Di Martino (Teramo) |               |            |                                                                       |

| Arbitro: | Pezzuto (Lecce) |

|  |           |                         |
|  | Marcatori | 6’ Rohdén 14’ Zanellato |

| Arbitro: | Fourneau (Roma) |

|          |           |                  |
| Simy 30’ | Marcatori | 6’ (aut.) Spolli |

| Arbitro: | Piccinini (Forlì) |

|                |           |               |
| Di Carmine 78’ | Marcatori | 50’ Pettinari |

| Arbitro: | Rapuano (Rimini) |

|  |           |                              |
|  | Marcatori | 9’ Monachello 16’ Campagnaro |

| Arbitro: | Ros (Pordenone) |

|                                       |           |  |
| Molina 80’ (aut.) A. Donnarumma 90+5’ | Marcatori |  |

| Arbitro: | Abbattista (Molfetta) |

|                                       |           |  |
| Rohdén 28’ Mráz 78’ Simy 90+2’ (rig.) | Marcatori |  |

| Padova 2 marzo 2019, ore 15:00 CET 27ª giornata | Padova              | 0 – 0 referto | Crotone | Stadio Euganeo (7 576 spett.)\| Arbitro: \| Di Paolo (Avezzano) \| |
| Arbitro:                                        | Di Paolo (Avezzano) |               |         |                                                                    |

| Arbitro: | Volpi (Arezzo) |

|  |           |               |
|  | Marcatori | 11’, 55’ Simy |

| Arbitro: | Piccinini (Forlì) |

|                    |           |                          |
| Simy 5’ Benali 79’ | Marcatori | 9’ Tabanelli 25’ Mancosu |

| Arbitro: | Ghersini (Genova) |

|          |           |                      |
| Poli 68’ | Marcatori | 19’ (rig.), 64’ Simy |

| Arbitro: | Minelli (Varese) |

|                       |           |  |
| Simy 35’ Barberis 81’ | Marcatori |  |

| Arbitro: | Abbattista (Molfetta) |

|            |           |  |
| Embalo 29’ | Marcatori |  |

| Crotone 13 aprile 2019, ore 15:00 CEST 33ª giornata | Crotone         | 0 – 0 referto | Cremonese | Stadio Ezio Scida (6 570 spett.)\| Arbitro: \| Ros (Pordenone) \| |
| Arbitro:                                            | Ros (Pordenone) |               |           |                                                                   |

| 22 aprile 2019 34ª giornata |  | – Turno di riposo Crotone |  |  |

| Arbitro: | Giua (Olbia) |

|                    |           |                                            |
| Domizzi 16’ (rig.) | Marcatori | 22’ Barberis 48’, 71’ Benali 55’ Zanellato |

| Arbitro: | Sacchi (Macerata) |

|          |           |  |
| Simy 47’ | Marcatori |  |

| Arbitro: | Marinelli (Tivoli) |

|                           |           |  |
| Galabinov 25’ Bidaoui 81’ | Marcatori |  |

| Arbitro: | Piscopo (Imperia) |

|                                   |           |  |
| Simy 40’ Pettinari 48’ Benali 57’ | Marcatori |  |

### Coppa Italia

#### Turni eliminatori
| Arbitro: | Pezzuto (Lecce) |

|                                      |           |  |
| Stoian 4’ 54’ Nalini 38’ Firenze 87’ | Marcatori |  |

| Arbitro: | Rocchi (Firenze) |

|  |           |            |
|  | Marcatori | 62’ Rohdén |

| Arbitro: | Sacchi (Macerata) |

|                                  |           |  |
| Orsolini 40’, 67’ Falcinelli 56’ | Marcatori |  |

## Statistiche

### Statistiche di squadra
| Competizione | Punti        | In casa | In casa | In casa | In casa | In casa | In casa | In trasferta | In trasferta | In trasferta | In trasferta | In trasferta | In trasferta | Totale | Totale | Totale | Totale | Totale | Totale | DR |
| Competizione | Punti        | G       | V       | N       | P       | Gf      | Gs      | G            | V            | N            | P            | Gf           | Gs           | G      | V      | N      | P      | Gf     | Gs     | DR |
| ------------ | ------------ | ------- | ------- | ------- | ------- | ------- | ------- | ------------ | ------------ | ------------ | ------------ | ------------ | ------------ | ------ | ------ | ------ | ------ | ------ | ------ | -- |
| Serie B      | 43           | 18      | 6       | 8       | 4       | 24      | 18      | 18           | 5            | 2            | 11           | 16           | 24           | 36     | 11     | 10     | 15     | 40     | 42     | -2 |
| Coppa Italia | quarto turno | 1       | 1       | 0       | 0       | 4       | 0       | 2            | 1            | 0            | 1            | 1            | 3            | 3      | 2      | 0      | 1      | 5      | 3      | +2 |
| Totale       |              | 19      | 7       | 8       | 4       | 28      | 18      | 20           | 6            | 2            | 12           | 17           | 27           | 39     | 13     | 10     | 16     | 45     | 45     | 0  |

### Andamento in campionato
| Giornata  | 1  | 2 | 3 | 4 | 5 | 6  | 7  | 8  | 9  | 10 | 11 | 12 | 13 | 14 | 15 | 16 | 17 | 18 | 19 | 20 | 21 | 22 | 23 | 24 | 25 | 26 | 27 | 28 | 29 | 30 | 31 | 32 | 33 | 34 | 35 | 36 | 37 | 38 |
| --------- | -- | - | - | - | - | -- | -- | -- | -- | -- | -- | -- | -- | -- | -- | -- | -- | -- | -- | -- | -- | -- | -- | -- | -- | -- | -- | -- | -- | -- | -- | -- | -- | -- | -- | -- | -- | -- |
| Luogo     | T  | C | T | C | T | C  | T  | C  | C  | T  | C  | T  | C  | T  | -  | C  | T  | C  | T  | C  | T  | C  | T  | C  | T  | C  | T  | T  | C  | T  | C  | T  | C  | -  | T  | C  | T  | C  |
| Risultato | P  | V | V | P | P | N  | P  | V  | N  | P  | N  | P  | P  | P  |    | N  | P  | P  | P  | N  | V  | N  | N  | P  | P  | V  | N  | V  | N  | V  | V  | P  | N  |    | V  | V  | P  | V  |
| Posizione | 18 | 5 | 3 | 7 | 9 | 11 | 12 | 11 | 11 | 12 | 14 | 14 | 14 | 14 | 15 | 15 | 18 | 18 | 18 | 18 | 16 | 16 | 17 | 17 | 18 | 17 | 17 | 17 | 16 | 14 | 14 | 14 | 14 | 14 | 14 | 13 | 13 | 12 |

Fonte:  Classifiche Serie BKT, su legab.it. URL consultato l'8 ottobre 2018 (archiviato dall'url originale il 12 gennaio 2018).
Legenda:

Luogo: C = Casa; T = Trasferta. Risultato: V = Vittoria; N = Pareggio; P = Sconfitta.

### Statistiche dei giocatori
| Giocatore    | Serie B  | Serie B | Serie B     | Serie B    | Coppa Italia | Coppa Italia | Coppa Italia | Coppa Italia | Totale   | Totale | Totale      | Totale     |
| Giocatore    | Presenze | Reti    | Ammonizioni | Espulsioni | Presenze     | Reti         | Ammonizioni  | Espulsioni   | Presenze | Reti   | Ammonizioni | Espulsioni |
| ------------ | -------- | ------- | ----------- | ---------- | ------------ | ------------ | ------------ | ------------ | -------- | ------ | ----------- | ---------- |
| A. Barberis  | 1        | 0       | 0           | 0          | 2            | 0            | 0            | 0            | 3        | 0      | 0           | 0          |
| A. Benali    | 7        | 1       | 4           | 0          | 2            | 0            | 0            | 0            | 9        | 1      | 4           | 0          |
| A. Budimir   | 6        | 2       | 1           | 0          | 0            | 0            | 0            | 0            | 6        | 2      | 1           | 0          |
| A. Cordaz    | 5        | -7      | 0           | 0          | 2            | 0            | 0            | 0            | 7        | -7     | 0           | 0          |
| G. Crociata  | 1        | 0       | 0           | 0          | 1            | 0            | 0            | 0            | 2        | 0      | 0           | 0          |
| C. Cuomo     | 4        | 0       | 0           | 0          | 1            | 0            | 0            | 0            | 5        | 0      | 0           | 0          |
| D. Faraoni   | 7        | 1       | 3           | 0          | 2            | 0            | 1            | 0            | 9        | 1      | 4           | 0          |
| M. Festa     | 2        | -4      | 0           | 0          | 0            | 0            | 0            | 0            | 2        | -4     | 0           | 0          |
| M. Firenze   | 7        | 2       | 1           | 0          | 2            | 1            | 0            | 0            | 9        | 3      | 1           | 0          |
| V. Golemić   | 3        | 0       | 5           | 2          | 1            | 0            | 0            | 0            | 4        | 0      | 5           | 2          |
| A. Kargbo    | 0        | 0       | 0           | 0          | 0            | 0            | 0            | 0            | 0        | 0      | 0           | 0          |
| R. Marchizza | 7        | 0       | 0           | 0          | 2            | 0            | 0            | 0            | 9        | 0      | 0           | 0          |
| B. Martella  | 6        | 0       | 0           | 0          | 1            | 0            | 0            | 0            | 7        | 0      | 0           | 0          |
| S. Molina    | 5        | 0       | 0           | 0          | 1            | 0            | 1            | 0            | 6        | 0      | 1           | 0          |
| A. Nalini    | 7        | 1       | 0           | 0          | 2            | 1            | 0            | 0            | 9        | 2      | 0           | 0          |
| D. Pavlović  | 0        | 0       | 0           | 0          | 0            | 0            | 0            | 0            | 0        | 0      | 0           | 0          |
| M. Rohdén    | 7        | 1       | 0           | 0          | 1            | 1            | 0            | 0            | 8        | 2      | 0           | 0          |
| A. Romero    | 0        | 0       | 0           | 0          | 0            | 0            | 0            | 0            | 0        | 0      | 0           | 0          |
| M. Sampirisi | 6        | 0       | 0           | 0          | 2            | 0            | 0            | 0            | 8        | 0      | 0           | 0          |
| Simy         | 6        | 1       | 0           | 0          | 2            | 0            | 0            | 0            | 8        | 1      | 0           | 0          |
| C. Spinelli  | 2        | 0       | 0           | 0          | 0            | 0            | 0            | 0            | 2        | 0      | 0           | 0          |
| A. Stoian    | 7        | 0       | 0           | 0          | 2            | 2            | 0            | 0            | 9        | 2      | 0           | 0          |
| C. Suljić    | 0        | 0       | 0           | 0          | 0            | 0            | 0            | 0            | 0        | 0      | 0           | 0          |
| S. Väisänen  | 1        | 0       | 0           | 0          | 0            | 0            | 0            | 0            | 1        | 0      | 0           | 0          |
| N. Zanellato | 0        | 0       | 0           | 0          | 1            | 0            | 0            | 0            | 1        | 0      | 0           | 0          |